# ترجمان الأشواق
ترجمان الأشواق هو ديوان شعري للشيخ الأكبر محيي الدين ابن عربي، ولقد ألف الكتاب لمدح نظام بنت الشيخ أبي شجاع بن رستم الأصفهاني التي عرفها في مكة سنة 598 هـ، عندما قدم إليها لأول مرة قادما من المغرب.
شرح هذا الديوان بنفسه في حلب وأتمه بالأقصر، مختاراً لهُ عنواناً آخر هو «فتح الذخائر والإغلاق شرح ترجمان الأشواق». وسبب شرحه للديوان إنكار بعض الفقهاء بمدينة حلب الأسرار الإلهية المنطوية عليها، وأن الشيخ يتستر لكونه منسوباً إلى الصلاح.

## خلفيات
في مستهل الديوان الذي عنوانه ابن عربي ب'ترجمان الأشواق' يسرد ظروف تأليفه كما يلي:
وهنا يفصل ابن عربي في ذكريات عديدة رائعة بالكثير من المحاباة، مشيرا من بين ما يشير لهُ إلى الكتب التي درسها بتتلمذهِ على الشيخ وبصحبة أخت هذا الأخير. وكل هذا ليس سوى مدخل للسبب الذي كان وراء نظم القصائد التي يشملها الديوان.

## محتوى
ذكر المؤلف تعاليم حاسمة تكشف عن فحوى القصيدة، والمقاصد التي على القارئ أن يتمثلها في قراءته:
أكثر من ذكر الأسماء المواضع التي ذكر شعراء الغزل في الأدب العربي مثل: راحة، تهامة، هاجر، وذكر أسماء تغزل بهن الشاعر العربي، نحو: ليلى، زينب. وجعل العبارات بلسان الغزل والتشبيب. إلى جانب هذا ضمن ابن عربي بعض قصائده في ترجمان أبياتاً لبعض شعراء الغزل الصريح في الأدب العربي.

## وصلات خارجية
- The Tarjumán al-ashwáq, a collection of mystical odes (1911)